# علي طالب
علي طالب سلمان العجمي، هو لاعب كرة قدم عماني سابق، من مواليد 14 نوفمبر 1984، لعب آخر مرة لنادي السيب في الدوري العماني.

## روابط خارجية
- علي طالب على موقع الاتحاد الدولي (مؤرشف)  (الإنجليزية)
- علي طالب على موقع ناشيونال فوتبول تيمز (الإنجليزية)
- علي طالب على موقع Soccerway.com (الإنجليزية)